# کووناچیتسا
کووناچیتسا (به لهستانی:  Kownacica) یک روستا در لهستان است که در گمینا سوبولو واقع شده‌است.